# Phương Hồng Thủy
Phương Hồng Thủy (sinh ngày 30 tháng 10 năm 1960) là một nữ nghệ sĩ cải lương người Việt Nam. Bà được phong tặng danh hiệu Nghệ sĩ Ưu tú năm 1997 và đoạt giải Mai Vàng năm 1998. Bà từng đoạt HCV Trần Hữu Trang năm 1991 cùng với Vũ Linh, Thanh Thanh Tâm, Thanh Hằng, Tài Linh và Ngọc Huyền.

## Tiểu sử
Phương Hồng Thủy tên thật là Đinh Hồng Đào, sinh ngày 30 tháng 10 năm 1960, tại Biên Hoà, Đồng Nai là chị lớn trong nhà có 6 chị em và không ai theo nghệ thuật.
Năm 1972, bà học Trường Quốc gia Âm nhạc và Kịch nghệ Sài Gòn, khoá cải lương, từ đây cô được NSND Phùng Há đặt cho biệt danh Phương Hồng Thủy. Năm 1978, bà thi tốt nghiệp và đậu thủ khoa, sau khi ra trường bà được Đoàn cải lương Đồng Nai mời về diễn các vai đào chánh của đoàn.
Năm 1990, Phương Hồng Thủy về Đoàn Nhân dân Kiên Giang đóng cùng Trọng Hữu, tạo thành cặp song ca được khán giả yêu thích. Năm 1991, bà đoạt giải Trần Hữu Trang, Vũ Linh và Phương Hồng Thủy là hai trong sáu nghệ sĩ được trao huy chương vàng. Năm 1996, Phương Hồng Thủy về Nhà hát Trần Hữu Trang, hát cùng Vũ Linh và ghi dấu ấn qua các vở diễn chung như Đèn đêm nhỏ lệ (Thạch Tuyền), Sông dài (Hà Triều - Hoa Phượng), Cô đào hát (Hoàng Song Việt).
Năm 2012, Phương Hồng Thủy tổ chức đêm nhạc "Tâm sự cô đào hát" để kỷ niệm chặng đường 34 năm theo nghề. Năm 2019, bà hợp tác với Võ Minh Lâm ra mắt MV cải lương "Bà khùng" do đạo diễn Phạm Minh Huy thực hiện, phần âm nhạc do Lê Nguyễn Trường Giang sáng tác. Ngoài việc biểu diễn trên sân khấu, Phương Hồng Thủy được các nhà thiết kế chọn bà làm người mẫu ảnh.

## Các vai diễn nổi bật
- Ai giết nàng Kiều (vai Thuý Kiều)
- Cô đào hát (vai Cầm Thanh)
- Cung đàn nước mắt (vai Út Lượm)
- Giông tố đêm thu (vai Hậu)
- Duyên kiếp (vai Huệ)
- Đèn đêm nhỏ lệ
- Hàn Mặc Tử (vai Mộng Cầm)
- Hoàng hậu và Thứ phi
- Nhiếp chính Ỷ Lan
- Lan và Điệp (vai Lan)
- Sông dài (vai Lượm)
- Lời ru của biển
- Thảm kịch tuổi xanh
- Người tình (vai Lành)

## Gia đình
Phương Hồng Thủy lập gia đình vào năm 2002 và có một người con gái, đến năm 2004 thì bà sang Hoa Kỳ định cư tại thành phố Atlanta, tiểu bang Georgia.

## Giải thưởng
- Năm 1990: 
  - Huy Chương Vàng Hội diễn sân khấu chuyên nghiệp toàn quốc 1990 (vở Ai giết nàng Kiều)[12]
  - Huy Chương Vàng Hội diễn sân khấu chuyên nghiệp toàn quốc 1990 (vở Lời Ru của Biển) [12]
  - Nghệ sĩ Trọng Hữu và Phương Hồng Thủy được khán giả bình chọn là cặp hát song ca được khán giả yêu thích.
- Huy chương vàng Giải Trần Hữu Trang (1991) [13]
- Năm 1992:
  - Diễn viên được yêu thích nhất năm.
  - Giải Ngôi Sao Trẻ tại Liên hoan Sân khấu nhỏ toàn quốc 1992 (vai Thúy Kiều - vở Ai giết nàng Kiều) [14]
- Năm 1993: Diễn viên video được yêu thích nhất.
- Năm 1994: Giải Diễn viên Xuất Sắc trong năm của tạp chí Sân Khấu Việt Nam
- Năm 1996: Giải Ngôi Sao sân khấu nhỏ Toàn Quốc
- Năm 1997: Vinh dự được nhà nước phong tặng danh hiệu NSUT (Đợt 4 - 1997) cùng với Vũ Linh và Thanh Thanh Tâm.[15]
- Năm 1998: 
  - Giải Mai Vàng (1998)[14][16]
  - Huy Chương Vàng liên hoan sân khấu mùa Thu 1998 (vai Cầm Thanh - vở diễn Cô Đào Hát) [12]
- Năm 2000: Huy Chương Vàng Hội diễn sân khấu cải lương chuyên nghiệp toàn quốc năm 2000 tổ chức tại Thành phố Hồ Chí Minh[14]